# Philipp von Wussow
Johann Georg Philipp von Wussow (* 1. Mai 1792 in Potsdam; † 7. September 1870 in Frankfurt (Oder)) war ein preußischer General der Infanterie und Generaladjutant von König Wilhelm I.

## Leben

### Herkunft
Philipp war ein Sohn des preußischen Kapitäns und Herrn auf Wulkow Franz von Wussow (1752–1800) und dessen Ehefrau Dorothea, geborene Schmidt (1753–1835).

### Militärkarriere
Wussow besuchte das Berliner Kadettenhaus und wurde am 12. April 1811 als Sekondeleutnant dem Leib-Infanterie-Regiment der Preußischen Armee überwiesen. Am Feldzug gegen Russland nahm er 1812 an den Gefechten bei Eckau, Tomosna, Mesothen, Dahlenkirchen, Wollgund sowie der Belagerung von Riga teil. Nach dem Feldzug wurde Wussow am 22. Juli 1813 als Generalstabsoffizier zum Generalleutnant von Yorck kommandiert. Während der Befreiungskriege kämpfte er in den Schlachten bei Großgörschen, wo er den Orden des Heiligen Wladimir IV. Klasse erhielt, bei Bautzen und an der Katzbach. Beim Übergang bei Wartenburg erwarb er das Eiserne Kreuz II. Klasse. Wussow kämpfte bei Laon und Paris. Bei Ligny wurde er verwundet und für Waterloo mit dem Eisernen Kreuz I. Klasse ausgezeichnet. Außerdem nahm er an den Gefechten bei Möckern, Königswartha, Bunzlau, Löwenberg, dem Übergang bei Taub sowie den Kämpfen bei Chalons, Montmirail, Saint-Dizier, Meaux, Issy und St. Cloud. In der Zeit wurde er am 22. Dezember 1813 in den Generalstab des I. Armee-Korps und am 22. März 1815 in den Generalstab des Fürsten Blücher versetzt.
Am 9. Juni 1815 wurde er zum Premierleutnant befördert und am 3. August 1815 in den Großen Generalstab kommandiert. Ende März 1817 stieg Wussow zum Kapitän auf und am 5. Mai 1818 folgte seine Versetzung in das Kadettenkorps. Unter Belassung in dieser Stellung wurde er am 26. Mai 1818 in den Großen Generalstab versetzt und war zugleich 1823/25 auch als Examinator bei der Ober-Militär-Examinations-Kommission tätig. Am 18. Juni 1825 wurde er mit Patent vom 23. Juni 1825 als Major in den Generalstab des VIII. Armee-Korps versetzt. Von dort versetzte man ihn am 5. April 1830 in den Generalstab des II. Armee-Korps und 1832/35 war Wussow zugleich auch Lehrer an der Allgemeinen Kriegsschule. Am 5. Januar 1835 wurde er als Chef des Generalstabs in das VIII. Armee-Korps versetzt und avancierte in dieser Eigenschaft Ende März 1838 zum Oberstleutnant sowie zwei Jahre später zum Oberst. Am 12. September 1842 erhielt Wussow den Johanniterorden und am 17. September 1842 wurde unter Belassung in seiner Stellung zum Flügeladjutanten des Königs Friedrich Wilhelm IV. sowie Schlosshauptmann von Stolzenfels am Rhein ernannt.
Am 22. März 1845 kam er als Kommandeur in die 16. Infanterie-Brigade und wurde am 31. März 1846 zum Generalmajor befördert. Im gleichen Jahr war Wussow zur Besichtigung der deutschen Bundestruppen in Kurhessen, Nassau und Luxemburg kommandiert. Dabei erhielt er am 31. Oktober 1846 das Kommandeurkreuz I. Klasse des Hausordens vom Goldenen Löwen. Am 9. März 1848 wurde er Chef des Generalstabes des Prinzen von Preußen als Militärgouverneur der Rheinprovinzen und Westfalens. Während der Märzrevolution nahm er an den Straßenkämpfen in Berlin teil.
Vom 8. April 1848 bis zum 1. Mai 1850 war Wussow Kommandant der Festung Koblenz. Anschließend folgte seine Ernennung zum Kommandeur der 5. Division und am 2. Januar 1851 wurde er Befehlshaber des an der Grenze zum Mecklenburg stationierten mobilen preußischer Korps. Am 19. April 1851 wurde er zum Generalleutnant befördert und Ende Juni 1856 mit dem Orden der Heiligen Anna I. Klasse ausgezeichnet. Am 7. Mai 1857 wurde zum Kommandierenden General des II. Armee-Korps ernannt und am 31. Mai 1859 zum General der Infanterie befördert. Während der Mobilmachung anlässlich des Sardinischen Krieges war er Militärgouverneur von Pommern. Anlässlich seines 50-jährigen Dienstjubiläums erhielt Wussow die Brillanten zum Roten Adlerorden I. Klasse mit Eichenlaub. Außerdem wurde ihm am 16. Februar 1861 das Großkreuz des Verdienstordens der Bayerischen Krone sowie des Albrechts-Ordens verliehen. Am 18. Oktober 1861 erhielt er das Großkreuz des Roten Adlerordens. Unter Enthebung von seiner Stellung als Kommandierender General wurde er am 29. Januar 1863 zum Generaladjutanten des Königs ernannt – was ihm zusätzliche 1000 Taler einbrachte – und am 17. März 1863 zum Ritter des Schwarzen Adlerordens ernannt.
Am 24. Juni 1863 wurde er zum Besichtigung der deutschen Bundestruppen in Braunschweig und Hannover kommandiert, am 20. September 1863 erhielt er das Großkreuz des Guelphen-Ordens und am 11. Juni 1864 auch den Alexander-Newski-Orden. Wussow wurde am 19. Januar 1869 in den Ruhestand versetzt und am 9. Februar 1869 zur Disposition gestellt. Er starb am 7. September 1870 in Frankfurt (Oder).

### Familie
Wussow heiratete am 16. März 1819 in Berlin Auguste Düring (1800–1821). Aus der Ehe ging der spätere Landrat Karl Friedrich Alexander (1820–1889) hervor, der sich mit Anna von Byern (1821–1893) verheiratete. Nach dem Tod seiner ersten Frau heiratete Wussow am 16. Oktober 1822 Ernestine von Lücken (1800–1824). Nachdem auch diese früh verstorben war, heiratete er am 10. Oktober 1825 im Berliner Dom Georgine von Hülsen (1804–1887), Tochter von Hans von Hülsen. Der spätere preußische Generalleutnant Botho (1828–1891) war der gemeinsame Sohn, der Anna von Bernuth (1840–1917) heiratete, Tochter von August von Bernuth.

## Werke
- Uebersicht des Kriegs-Schauplatzes der europäischen Türkei von der Donau und den Grenzen von Servien und Macedonien bis Constantinopel. Ein Beitrag, Karl Bädeker, Koblenz 1828. Digitalisat
- Geographische und geschichtliche Darstellung der östlichen norddeutschen Tiefebene oder die südbaltischen Tieflande mit Hinweisung auf den Beruf des in diesen Landen von dem Hause Hohenzollern gegründeten preußischen Staates zur nationalen Vereinigung der deutschen Völkerschaften. Eine Denkschrift, Gustav Harnecker & Comp., Frankfurt a. d. Oder 1867. Digitalisat